# Rudolf Engst
Walter Rudolf Engst (* 8. Mai 1920 in Crimmitschau; † 11. Juni 1995 in Dresden) war ein deutscher Chemiker (Lebensmittelchemie,  Toxikologie).
Engst absolvierte nach dem Abitur in Crimmitschau 1939 ein Apothekerpraktikum in  Werdau und studierte ab 1941 Pharmazie an der Universität Leipzig mit dem Staatsexamen 1944. Danach war er Assistent am Pharmazeutischen Institut der Universität und studierte ab 1947 zusätzlich Lebensmittelchemie mit dem Staatsexamen 1950. 1949 wurde er promoviert. Er ging an das Chemische Untersuchungsamt der Stadt Leipzig, dessen Leiter er 1951 wurde, und 1956 wurde er Direktor des Instituts für Lebensmittelchemie des Magistrats von Groß-Berlin. Ab 1963 leitete er das Institut für Fremdstoffforschung und Ernährungstoxikologie am Zentralinstitut für Ernährung der Akademie der Wissenschaften der DDR in Potsdam-Rehbrücke, dessen stellvertretender Direktor er 1965 bis 1978 war. 1969 bis 1985 war er Honorarprofessor für chemische und toxikologische Probleme der Lebensmittelproduktion an der TU Dresden. 1978 habilitierte er sich in Dresden (Promotion B).
Er befasste sich mit Fremdstoffen in Lebensmitteln (besonders unter analytischen Aspekten) und später mit dem Abbau von Pestiziden im Stoffwechsel, zum Beispiel von Lindan und DDT.
Engst war seit 1979 korrespondierendes Mitglied der Akademie der Wissenschaften der DDR.

## Schriften
- mit Claus Franzke: Lebensmittelinhaltsstoffe, Berlin: Akademie Verlag, 1981, 2. Auflage 1990
- Herausgeber mit Ladislav Rosival: Fremd- und Zusatzstoffe in Lebensmitteln: eine Einführung, Leipzig: Fachbuchverlag 1978
- mit K. Rauscher, Ulrich Freimuth u. a.: Untersuchung von Lebensmitteln : Einführung und Anleitung zur Untersuchung der Lebensmittel pflanzlicher und tierischer Herkunft einschließlich Fremdstoffe und Trinkwasser, Leipzig: Fachbuchverlag, 1972, 2. Auflage 1986
- mit C. Franzke, M. Kujawa: Enzymatischer Abbau des DDT durch Schimmelpilze, Die Nahrung, Band 14, 1970, S. 339–346
- mit W. Schnaak: Residues of dithiocarbamade fungizides and their metabolites on plant foods, Residue Reviews, Band 52, 1974, S. 45–67
- Degradation of pesticides, its importance to the formation of residues and their evaluation, Bibliotheca Nutritio et Dieta, Band 29, 1980, S. 11